# 共分散
共分散（きょうぶんさん、英: covariance）とは、大きさが同じ2つのデータの間での、平均からの偏差の積の平均値である。2 組の確率変数 X, Y の共分散 Cov[X, Y] は、E で期待値を表すことにして、
{\displaystyle \operatorname {Cov} [X,Y]=\operatorname {E} [(X-\operatorname {E} [X])(Y-\operatorname {E} [Y])]}
で定義する。
{\displaystyle \operatorname {Cov} [X,Y]=\operatorname {E} [(XY)]-\operatorname {E} [X]\operatorname {E} [Y]} とも定義できる。
X と Y の共分散は {\displaystyle \sigma _{XY}} や {\displaystyle \sigma (X,Y)} と表記されることもある。

## 例
例として、中学生の数学と国語のテストの点数の共分散を考える。まず、山田さんの偏差の積を計算する。
| 項目     | 数学              | 国語              |
| -------- | ----------------- | ----------------- |
| 平均点   | 50                | 50                |
| 山田     | 80                | 40                |
| 偏差     | 30                | −10               |
| 偏差の積 | 30 × (−10) = −300 | 30 × (−10) = −300 |

同様にして、生徒全員について、偏差の積を平均したものが、数学と国語の共分散になる。
数学が平均より高い生徒が、国語も平均より高いテストの点を取っていると、共分散の合計は大きな正の値をとる。逆の関係があれば、大きな負の値をとる。共分散が 0 なら特にそのような関連性はないと考えられる。ちなみにこの関連性は直線的なもの（1次関数）を指している。
共分散は、もとの値の大きさで数値が決まるので、単位が違う変数を複数比較するときなどに解釈が難しい。たとえば市町村単位で、その町ごとの人口と、ラーメン店の売上の共分散を計算しても、数字の意味が分かりにくい。
そこで関係を見る場合にはピアソンの積率相関係数を使うことが一般的である。共分散の値を、各変数（例なら国語と数学）の標準偏差の積で割ったものが相関係数となる。相関係数は −1 から 1 までの値をとる。1 であれば 2 つの変数の値は完全に同期していることになる。対象によってかなり相関係数の意味は変わってくるが、一例としてはアンケートでは以下の表のような見方もある。
| 相関係数の範囲 | 評価             |
| -------------- | ---------------- |
| −1〜−0.7       | 強い負の相関     |
| −0.7〜−0.4     | かなりの負の相関 |
| −0.4〜−0.2     | やや負の相関     |
| −0.2〜0.2      | ほとんど相関なし |
| 0.2〜0.4       | やや正の相関     |
| 0.4〜0.7       | かなりの正の相関 |
| 0.7〜1         | 強い正の相関     |